# Monte Rungwe

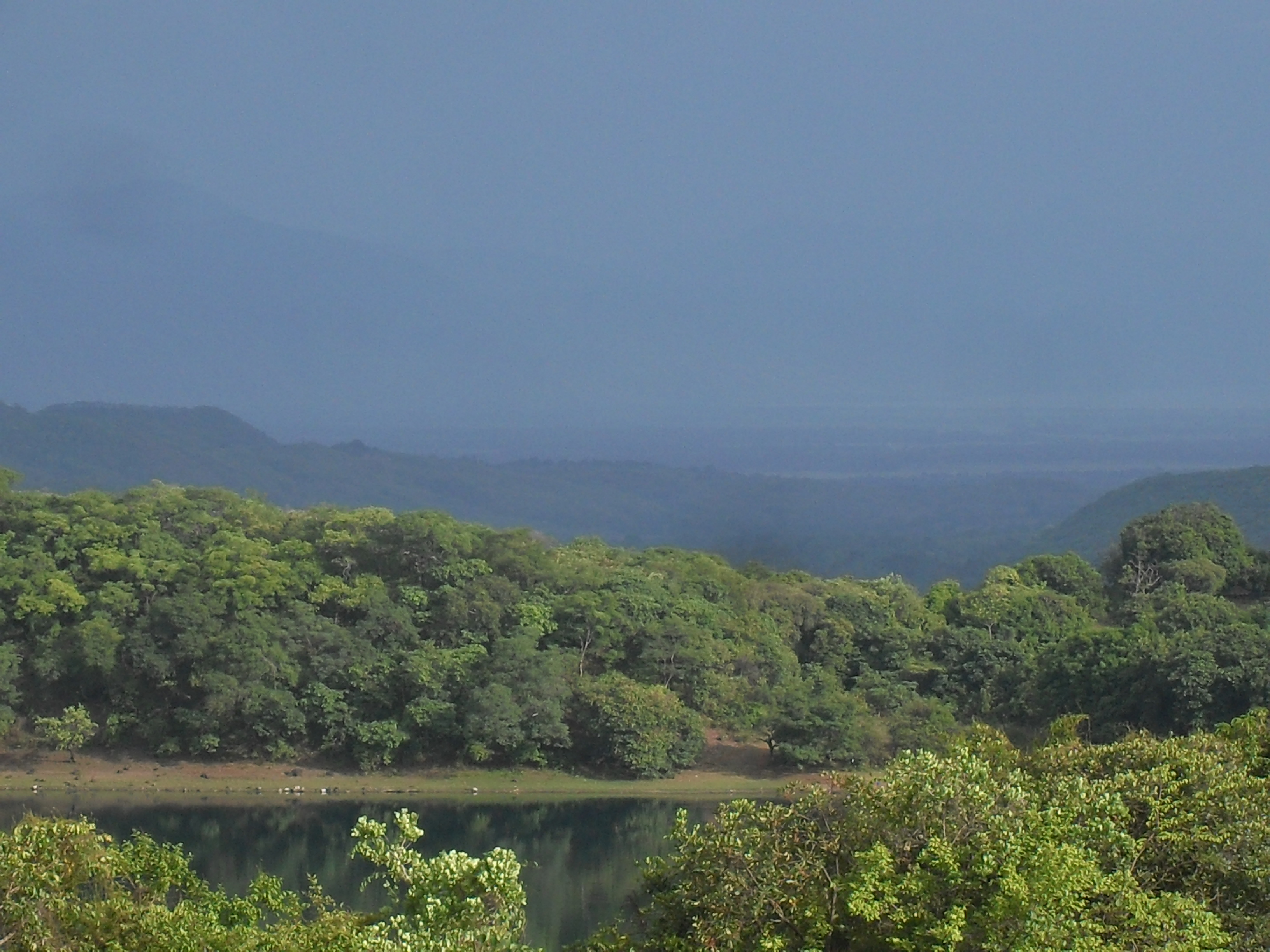
Vista al cráter del volcán. En la foto se ve el Lago Kisba.

Mount Rungwe (9°7′11″S 33°39′51″E / -9.11972, 33.66417, alt. 2960 m) es un volcán dormido en la Región de Mbeya, en el sur de los altos selváticos  de Tanzania; domina el paisaje montañoso del noroeste del Lago Nyasa. Las pendientes al sureste de esta cordillera reciben más de 3000 mm de lluvia al año. En las selvas más altas de Tanzania, las pendientes están rodeadas de un cinturón de bosque tropical montano. Bajo la línea arbórea, a unos 2600 m, hay un estrato de brezales.
Tras 83 años sin descubrir un nuevo género de primates, en 2005 descubrieron la especie Rungwecebus kipunji, que definía su género.